# Дон (станция)
Дон — станция в Елецком районе Липецкой области. Расположена на линии Грязи — Елец Юго-Восточной железной дороги. Рядом расположен пристанционный посёлок Дон.
Станция была построена в 1868 году. Тогда прошла эта железнодорожная ветка. Станция имела третий класс. На ней были возведены деревянный пассажирский дом, жилой дом, пассажирская, а также крытая и открытая товарные платформы.
Станция расположена в 3 км к западу от реки Дон, которая дала название. Через Дон переброшен железнодорожный мост, который первоначально имел четыре пролёта.
По станции проходит две пары пригородных поездов Елец - Грязи и обратно.
На Елец

№ 6479 Грязи-Воронежские — Елец (ежедневно)
№ 6001/6003 Грязи-Воронежские — Елец (воскресенье,понедельник,вторник,среда до 30 апреля 2023 года)
На Липецк
№ 6680 Елец — Грязи-Воронежские (по воскресеньям)
№ 6480 Елец — Грязи-Воронежские (ежедневно кроме воскресенья)
№ 6002/6004/6344 Елец — Воронеж-1 (понедельник,вторник,среда,четверг до 30 апреля 2023 года)